# Samuel Lublinski
Samuel Lublinski, född 18 februari 1868 i Johannisburg i Preussen (nu Pisz i Polen), död 26 december 1910 i Weimar, var en tysk kritiker och författare av judisk börd.
Lublinski var ursprungligen bokhandlare, deltog i tysk kulturdebatt med litteraturkritiska och religionsfilosofiska arbeten; särskilt väckte han intresse med de två böckerna Die Bilanz der Moderne (1904) och Der Ausgang der Moderne (1909), i vilka han gjorde upp med den föregående epokens naturalistiska impressionism, och i anslutning till Paul Ernst härdade han en nyklassisk åskådning. Lublinski skrev även dramer, besläktade med Friedrich Hebbel och Ernsts.